# Bismoclite
La bismoclite è un minerale appartenente al gruppo della matlockite.